# Dungeon Keeper 2
Dungeon Keeper 2 es un videojuego de estrategia desarrollado por Bullfrog Productions y publicado por Electronic Arts para Microsoft Windows lanzado en Europa y América del Norte en junio de 1999. Fue la secuela de Dungeon Keeper y predecesor al cancelado Dungeon Keeper 3. Peter Molyneux no tenía un papel activo en la creación de Dungeon Keeper 2, aunque muchas de sus ideas siguieron en el juego. Al igual que su predecesor, los jugadores toman el papel de un guardián de mazmorra que se encarga de la construcción y la defensa de un calabozo subterráneo de los aspirantes a héroes que lo invaden, así como de otros cuidados. En el modo campaña del juego, el jugador se encarga de la recuperación de las joyas de cada área con el fin de abrir un portal a la superficie. En Dungeon Keeper 3 las gemas se iban a utilizar para invadir el mundo de la superficie y derrotar a la facción de los héroes buenos.
El cambio más inmediato de Dungeon Keeper es sus gráficos, el mundo está ahora completamente en 3D. Cuando los monstruos antes eran sprites ahora son modelos 3D. Algunas de las habitaciones, hechizos y monstruos se han cambiado, añadido o eliminado, al igual que la mecánica del juego. Por ejemplo, si una criatura se deja caer en medio de un combate cuerpo a cuerpo, es aturdido por la caída y vulnerable durante unos segundos antes de levantarse a luchar. Una característica importante del juego es el modo "Mi mazmorra de mascotas", un modo de juego al estilo sandbox donde los jugadores tienen una cantidad casi ilimitada de tiempo para construir un calabozo sin interrupciones, y los héroes que sólo invaden la mazmorra si el jugador opta por permitirlo.
- Datos: Q1077080